# Cheiracanthium campestre
Cheiracanthium campestre es una especie de araña del género Cheiracanthium, familia Cheiracanthiidae, suborden Araneomorphae. Fue descrita científicamente por Lohmander en 1944.

## Distribución
Se distribuye por Suecia, Dinamarca, Italia, Rumania, Ucrania y Rusia.